# Scott Gorham
Scott Gorham (Glendale, California, 17 de marzo de 1951) es un guitarrista y compositor estadounidense, reconocido principalmente por su trabajo con la banda irlandesa de rock Thin Lizzy.

## Carrera
Gorham nació el 17 de marzo de 1951 en Glendale, California. Logró reconocimiento por haber pertenecido a la banda irlandesa de rock Thin Lizzy, haciendo parte integral de la banda en la mayor parte de su carrera (desde 1974 hasta la separación en 1983).
Después de la separación de Thin Lizzy, Gorham se unió a la agrupación Phenomena II, donde conoció a Leif Johansen (ex A-HA, Phenomena y Far Corporation), con el cual formó luego la banda 21 Guns, grabando tres discos. También registró colaboraciones ocasionales con bandas como Asia y The Rollins Band.
En 1997 tocó la guitarra en la canción "I'm Alive" del álbum Welcome to the World de Psycho Motel, la banda liderada por el guitarrista Adrian Smith, reconocido por su trabajo con Iron Maiden.
Trabajó junto con John Sykes en una renovada versión de Thin Lizzy, a pesar de que el fundador y vocalista de la misma, Phil Lynott, murió en 1986.

## Discografía

### Thin Lizzy
- Nightlife (1974)
- Fighting (1975)
- Jailbreak (1976)
- Johnny the Fox (1976)
- Bad Reputation (1977)
- Live and Dangerous (1978)
- Black Rose: A Rock Legend (1979)
- Chinatown (1980)
- Renegade (1981)
- Thunder and Lightning (1983)
- Life (1983)
- One Night Only (2000)

### 21 Guns
- Salute (1992)
- Nothing's Real (1997)
- Demolition (2002)

### Black Star Riders
- All Hell Breaks Loose (2013)
- The Killer Instinct (2015)
- Heavy Fire (2017)
- Another State of Grace (2019)

### Otros álbumes
- Pat Travers – Putting It Straight (1977)
- Phil Lynott – Solo in Soho (1980)
- Phil Lynott – The Philip Lynott Album (1982)
- Siebenberg – Giants in Our Own Room (1985)
- Supertramp – Brother Where You Bound (1985)
- Phenomena – Phenomena II: Dream Runner (1987)
- Fisc – Handle with Care (1988)
- Heads Up – The Long Shot (1989)
- Air Pavilion – Kaizoku (1989)
- Asia – Then & Now (1990)
- Lea Hart – Trapped (1992)
- True Brits – Ready to Rumble (1992)
- Phenomena – Phenomena III: Innervision (1993)
- Far Corporation – Solitude (1994)
- Max Bacon – The Higher You Climb (1995)
- Psycho Motel – Welcome to the World (1997)
- Rollins Band – Get Some Go Again (2000)
- Steevi Jaimz – Damned if I Do... Damned if I Don't (2001)
- Max Bacon – From the Banks of the River Irwell (2002)
- Ricky Warwick – Tattoos & Alibis (2003)